# كريستين هورن
كريستين هورن هي ممثلة كندية، ولدت في 14 ديسمبر 1981 بأورورا في كندا.

## وصلات خارجية
- كريستين هورن على موقع IMDb (الإنجليزية)
- كريستين هورن على موقع قاعدة بيانات الفيلم (الإنجليزية)